# Smodicinodes schwendingeri
Smodicinodes schwendingeri är en spindelart som beskrevs av Benjamin 2002. Smodicinodes schwendingeri ingår i släktet Smodicinodes och familjen krabbspindlar.
Artens utbredningsområde är Thailand. Inga underarter finns listade i Catalogue of Life.